# Бар, Гунилла фон
Гунилла фон Бар (швед. Gunilla von Bahr, урождённая Palmkvist; 1941—2013) — шведская музыкант, одна из самых известных шведских флейтистов, владевшая игрой на многих видах флейт.

## Биография
Родилась 28 июня 1941 года в Лунде в дворянской семье, относящейся к роду фон Бар. Её отец — Карл-Аксель Палмквист, был стоматологом; мать — Мэри Ингеборг Палмквист (урожденная Мюнтер), работала режиссёром. Гунилла была сначала замужем за музыкальным руководителем Оке Херлёфссоном (с 1962 по 1969 год), а затем за продюсером звукозаписи — Робертом фон Баром (с 1970 по 1977 год); у неё в семье было пятеро детей. Она вернулась к использованию своей девичьей фамилии Палмквист в 1982 году, но сохранила фамилию фон Бар в профессиональной сфере.
Гунилла начала играть на музыкальных инструментах в раннем возрасте; с 1962 по 1967 год училась в Музыкальной консерватории Мальмё (ныне академия) и в Королевской высшей музыкальной школе в Стокгольме. Её профессиональная карьера музыканта началась в 1967 году, когда она работала в Симфоническом оркестре Мальмё, Норрчёпингском симфоническом оркестре, в Симфоническом оркестре Шведского радио и в Королевском придворном оркестре.
В 1972 году Гунилла фон Бар начала сольную карьеру. Она часто появлялась на радио и телевидении, сделала большое количество записей. Её музыкальные альбомы, выпущенные между 1977 и 1986 годами, включают музыку разных эпох и были проданы в таком количестве, что стали золотыми пластинками, что, в свою очередь, является весьма необычным достижением для альбомов классической музыки. Она особенно интересовалась современной музыкой и даже написала несколько собственных произведений. Исполнила более семидесяти музыкальных произведений, семь из которых были концертами для флейты. Работала с Аулисом Саллиненом, Гуннаром Ханом и Мозесом Пергаментом. Владела не только концертной флейтой, но и ещё тремя видами флейты, от пикколо до басовой флейты. Вместе с мужем Робертом фон Баром основали в 1970-х годах звукозаписывающую компанию BIS Records, которая с тех пор является одной из крупнейших звукозаписывающих компаний классической музыки.
Гунилла фон Бар также занималась общественной и педагогической деятельностью. Была главой фонда Musik i Kronoberg с 1987 по 1990 год. Участвовала в укреплении местной музыкальной жизни и поощряла создание концертных ассоциаций по всей Швеции. С 1990 по 1995 год возглавляла Симфонический оркестр Мальмё, выступала вместе с ним на Всемирной выставке 1992 года в Севилье. Она общалась с политиками и членами Ротари Интернешнл чтобы повысить интерес к классической музыке. В 1991 году стала членом Шведской королевской музыкальной академии. В 2000 году была первой женщиной, которая была назначена главой Королевской высшей музыкальной школы в Стокгольме и занимала эту должность по 2006 года. При этом она продолжала свои выступления с флейтой.
В 1977 году Гунилла фон Бар была удостоена шведской музыкальной премии Svenska grammofonpriset,в 1995 году получила золотую медаль Litteris et Artibus, а в 2011 году ей была присуждена высшая награда Шведской музыкальной академии Medaljen för tonkonstens främjande (за значительный вклад в шведскую музыкальную жизнь).
Умерла 5 февраля 2013 года в Стокгольме. Похоронена в мемориальной роще кладбища Скугсчюркогорден.